# 水中銃
水中銃（すいちゅうじゅう、英: Underwater firearm）は、水中工作員による水中での戦闘および破壊活動に特化した銃である。粘性抵抗の高い水中での動作のために、後述するさまざまな特徴を持つ。漁業に使われるスピアガン（ばね・ゴム・圧縮空気といった機械的圧力で銛を発射するもの）も水中銃と呼ばれるが、これについてはスピアフィッシングを参照。

## 概要
冷戦期間中に、水中からの隠密上陸などの戦術の発達に伴って開発され、今日まで開発・改良が続けられている。水中銃に共通する特徴としては、水中で運動エネルギーを失いにくいように、通常の弾丸の代わりに矢のような細長い弾丸を使う点、ライフリングの存在しない銃が多い点（水の抵抗によって発射物が長い時間バレル内に留まるため、ライフリングに噛ませると銃身内のガス圧が上がり過ぎ危険であるから）などが挙げられる。
開発当初から今日まで、水中銃の開発者は水陸両方で有用な銃の設計を目指してきた。ASM-DT水中アサルトライフルは、水中用の弾丸と大気中用の弾丸を両方装備できるようにすることでこの問題を解決したものである。水中ライフルは水中拳銃より殺傷能力が高いが、水中拳銃のほうが取り回しは容易である。いずれにせよ、その武器の性質上一般に流通することは少なく、またその仕様自体も軍事機密であることが多いため、あまり詳しいことは判っていない。

## 代表的な水中銃
ソビエト連邦/ ロシア
- APS水中銃
- ASM-DT水中アサルトライフル
- SPP-1水中拳銃

 アメリカ合衆国
- Mk 1 Underwater Defense Gun
- AAI underwater revolver（英語版）

 ドイツ
- HK P11

 中国
- 06式水下歩槍（中国語版）